# Kanton Maintenon
Kanton Maintenon (francouzsky Canton de Maintenon) je francouzský kanton v departementu Eure-et-Loir v regionu Centre-Val de Loire. Tvoří ho 20 obcí.

## Obce kantonu
- Bailleau-Armenonville
- Bleury
- Bouglainval
- Chartainvilliers
- Droue-sur-Drouette
- Écrosnes
- Épernon
- Gallardon
- Gas
- Hanches
- Houx
- Maintenon
- Mévoisins
- Pierres
- Saint-Martin-de-Nigelles
- Saint-Piat
- Saint-Symphorien-le-Château
- Soulaires
- Yermenonville
- Ymeray